# Curt Åmark
Curt Erik Åmark, född 29 september 1910 i Linköping, död 2 juli 2002, var en svensk psykiater.
Åmark blev medicine licentiat 1938, medicine doktor 1951 och docent i psykiatri vid Karolinska institutet samma år. Han innehade olika läkarförordnanden 1939–53, var överinspektör för sinnessjukvården 1953–56, medicinalråd och byråchef 1956–59 samt överläkare på Långbro sjukhus 1959–75. 
Åmark var psykiatrisk konsult vid alkoholistanstalten på Venngarns slott 1949–51, Stockholms stads familjerådgivningsbyrå 1951–61, biträdande läkare på Pensionsstyrelsen 1953–56, föreståndare för Sankt Lukasstiftelsens institut för själavård, psykologisk rådgivning och psykoterapi 1961–78, ledamot av  ungdomsfängelsenämnden 1951–60 och Medicinal-/Socialstyrelsens vetenskapliga råd 1959–76. Han författade skrifter i psykiatri, alkoholistvård, familjerådgivning, abortproblem och mentalhygien; Individ, personlighet och medmänsklig miljö (1968).
Han är far till historikern Klas Åmark